# Najif Hawatima
Najif Hawatima (arab. ‏نايف حواتمة‎, Nayif Ḥawātima; ur. 1935 w As-Salt) – palestyński działacz niepodległościowy, założyciel DFWP.

## Życiorys
Urodził się w 1935 roku w As-Salt. Pochodzi z rodziny chrześcijańskiej. Był członkiem Ludowego Frontu Wyzwolenia Palestyny. Grupę opuścił po konflikcie z Georgesem Habaszem. W 1969 roku założył organizację Ludowo-Demokratyczny Front Wyzwolenia Palestyny (od 1974 roku Demokratyczny Front Wyzwolenia Palestyny).